# Jawory Stare
Jawory Stare – wieś sołecka w Polsce położona w województwie mazowieckim, w powiecie ostrołęckim, w gminie Goworowo.
Wierni Kościoła rzymskokatolickiego należą do parafii Podwyższenia Krzyża Świętego w Goworowie.
W latach 1954–1959 wieś należała i była siedzibą władz gromady Jawory Stare, po jej zniesieniu w gromadzie Goworowo. W latach 1975–1998 miejscowość administracyjnie należała do województwa ostrołęckiego.